# IC 1707
IC 1707 је ознака објекта на координатама са ректансцензијом 1h 28m 0,0s и деклинацијом + 37° 7" 2'. Открио га је Гијом Бигурдан, 8. јануара 1899. Каснијим посматрањима на том положају није уочен никакав астрономски објекат.